# Мортенсен, Оле Теодор Йенсен
Оле Теодор Йенсен Мортенсен (дат. Ole Theodor Jensen Mortensen; 22 февраля 1868, Хиллерёд — 3 апреля 1952) — датский учёный и профессор Зоологического музея Копенгагенского университета.

## Биография
Он специализировался на морских ежах (Echinoidea) и предоставил музею обширную коллекцию морских животных. Он собрал множество видов морских ежей во время своих экспедиций 1899—1930 годов. В период с 1914 по 1916 год Мортенсен совершил исследовательскую экспедицию в Тихий океан.
Мортенсен — автор «Монографии о морских ежах» и «Отчёта о морских ежах, собранных американским рыболовным пароходом „Альбатрос“ во время филиппинской экспедиции 1907—1910 годов».
Мортенсен был иностранным членом Лондонского Линнеевского общества, которое наградило его медалью Линнея в 1951 году. В 1920 году он был избран членом Датской королевской академии наук. Более 140 видов были названы в честь Мортенсена с видовым эпитетом mortenseni, включая вид лягушек Sylvirana mortenseni из Таиланда, Лаоса и Камбоджи.